# Глоссарий
Глосса́рий (лат. glossarium «собрание глосс») — словарь узкоспециализированных терминов в какой-либо отрасли знаний с толкованием, иногда переводом на другой язык, комментариями и примерами. Собрание глосс (иноязычных или непонятных слов в тексте книги с толкованием) и собственно глоссарии были предшественниками словаря.

## История
По толкованию энциклопедического словаря Брокгауза и Ефрона, глоссарий — это словарь терминов, объясняющий малоизвестные слова, употреблённые в каком-нибудь сочинении, особенно у греческого и латинского автора. Глоссарий — это также список часто используемых выражений.
До изобретения в середине XV столетия книгопечатания люди составляли глоссарии — написанные от руки списки иностранных и необычных слов, с которыми приходилось сталкиваться в манускриптах на древних языках, особенно в сочинениях греческих и латинских классиков. Учёный или просто переписчик, определив значение незнакомого слова, писал его между строками или на полях (глосса). Самые ранние глоссы известны с глубочайшей древности (например, шумерские глоссы — XXV век до н. э.). С функциональной точки зрения, в глоссах реализовалась так называемая метаязыковая функция языка, то есть использование языка с целью обсуждения самого языка, а не внешнего мира. Рукописные глоссарии пользовались постоянным спросом. С них делалось много копий, а позднее, когда с появлением книгопечатания книги подешевели, словари оказались в числе первых печатных продуктов.